# テオドロ公

テオドロ公国の紋章

テオドロ公は、クリミア半島南西部に存在したテオドロ公国のギリシア人君主。正式名称はテオドロの都市と海域の支配者（ギリシア語: Αὐθέντης πόλεως Θεοδωροῦς καὶ παραθαλασσίας）。

## 歴史
公国における支配王朝の起源は、今日に至るまで十分に解明されていない。一つの仮説として、東ローマ貴族の家系であるガブラス家の一族がトレビゾンドからマングプに移住して打ち建てたというもので、もう一つの仮説は地元の貴族であったシンバルクやアセンの家長との間で取り決められた婚姻によって王朝が成立したというものである。テオドロ公とトレビゾンド皇帝の間には、政治面・宗教面・血縁の面で結びつきがあった。
歴史家のアレクサンドル・ヴァシリーエフは1362年に起こった青水の戦いから、最初のテオドロ公がデメトリオスであると特定した。ヴァシリーエフは、ほぼ同時期にマングプの壁に「テオドロ」という名を記した石碑を立てた、ヘカトンタルチ・クイタニがデメトリオスと同一人物である可能性を示唆している。